# Gisele Bündchen
Gisele Caroline Bündchen (20. srpnja 1980.), brazilska manekenka, povremena filmska glumica i UN-ova veleposlanica dobre volje za program Enviroment.
Rođena je u gradu Tres de Maio, ali je odrasla u Horizontini, država Rio Grande do Sul. Majka joj je umirovljena bankovna činovnica, a otac sveučilišni profesor i pisac. Ima pet sestara. U 14. godini je postala manekenka, te je učestvovala na natječajima ljepote. Na nacionalnom izboru osvojila je 2. mjesto, a na svjetskoj smotri četvrto. Kasnije su uslijedile ponude za naslovnice, i reklamiranje raznih proizvoda najpoznatijih svjetskih dizajnera. Surađivala je s nizom fotografa kao što su Annie Leibovitz, David LaChapelle, Mario Testino, Irving Penn. Snimila je dva filma, a aktivna je i u zaštiti okoliša, borbi protiv raka, AIDS-a, gladi i nestajanja amazonske prašume.
Udala se za igrača New England Patriotsa,Toma Bradyja i s njim ima 2 djece: Benjamin Rein Brady(rođen 2009) i Vivian Lake Brady (rođena 2012).

## Vanjske poveznice
- www.giselebundchen.com.br
- Gisele Bündchen u Fashion Model Factory
- Gisele Bündchen auf Models.com